# Nujabes
Jun Seba (せばじゅん Seba Jun) (ur. 7 lutego 1974 r., zm. 26 lutego 2010) – japoński producent hip-hopowy, nagrywający pod pseudonimem Nujabes. Nujabes jest anagramem jego pierwszego imienia (Jun) i nazwiska (Seba); wyrazy są odwrócone i połączone. Jego muzyka była mocno inspirowana muzyką jazzową, głównie wykonaniami fortepianowymi i saksofonowymi, z których wielokrotnie korzystał w swoich utworach.

## Życiorys
Oprócz tworzenia muzyki był właścicielem dwóch sklepów muzycznych: „T Records” i „Guinness Records” (oba w Shibuyi, Tokio), i prowadził wytwórnię muzyczną HydeOut Productions. W Japonii ukazały się dwa jego albumy, Metaphorical Music w 2003 i Modal Soul w 2005. Poza tym wydał szereg singli winylowych, kompilacji i mixtape’ów, niektóre z nich ukazały się tylko w wersji kasetowej. Był również jednym z współautorów ścieżki dźwiękowej do Samurai Champloo (z Shing02, Force of Nature i Fat Jon), anime osadzonego w realiach feudalnej Japonii z wpływami kultury nowoczesnej, głównie muzyki hip-hopowej.
Współpracował z wieloma japońskimi artystami, jak Uyama Hiroto, Shing02 i Minmi, a także z amerykańskimi wykonawcami hip-hopowymi m.in. CYNE, Apani B, Five Deez, Substantial, CL Smooth i z brytyjskim raperem Funky DL. Jego muzyka znana jest z silnego wpływu cool jazzu, muzyki fusion czy bossa nova i zawiera sample m.in. takich artystów, jak Miles Davis, Pat Metheny, Luis Bonfa czy Yusef Lateef. Wykorzystał także część utworu "Fin de siecle" polskiego flecisty Krzysztofa Zgrai, w piosence "Next View" z płyty Metaphorical Music. Nujabes należał również do duetu producenckiego „Urbanforest”, eksperymentalnej kolaboracji z Nao Tokui. Był DJ-em, grał głównie w Tokio, dwa razy (w roku 2006 i 2008) występował w Korei Południowej, w Seulu.
Pomimo popularności jego muzyki, Nujabes cenił sobie prywatność i spokój, stronił od rozgłosu medialnego i sławy, skupiał się na muzyce. Wiele osób nie wiedziało nawet jak wygląda. Dj Premier na swoim blogu wspomina: „Pamiętam że jak jakiś fan rapu wracał z Japonii, to zawsze go pytano czy był w jego sklepie, czy spotkał go i zrobił mu zdjęcie”.
W niedalekiej przyszłości powinny zostać wydane niepublikowane wcześniej utwory, które zostawił po sobie japoński artysta.

## Śmierć
Zginął w wyniku wypadku samochodowego, do którego doszło późną nocą w Tokio, przy wyjeździe z drogi ekspresowej Shuto. Został natychmiast przewieziony do pobliskiego szpitala, jednak próby reanimacji nie pomogły. Informacja o jego śmierci została potwierdzona dopiero 18 marca, na oficjalnej stronie wytwórni Hydeout. Pogrzeb odbył się w gronie najbliższej rodziny.

## Dyskografia
- Hydeout Productions 1st Collection (2003)
- Metaphorical Music (2003)
- Samurai Champloo "Departure" (2004)
- Samurai Champloo "Impression" (2004)
- Modal Soul (2005)
- Hydeout Productions 2nd Collection (2007)
- Mellow Beats, Friends & Lovers (2009)